# リュウキュウイナモリ
リュウキュウイナモリ Ophiorhiza kuroiwae Makino はアカネ科の植物の1つ。上向きに広がる花序に潰れた杯状の果実が並ぶ姿が目を引く。

## 特徴
常緑性の多年生草本。茎は直立し、時に小低木状となって、高さは30～100cmになる。若枝には曲がった短い毛が密生している。葉は対生。葉柄には毛が密生していて長さは0.5～3.5cm。葉身は楕円形で長さ5～15cmで幅は2．5～6cm、縁は滑らかで先端は尖るか突き出して尖り、基部側は鋭角に狭くなる。また表裏の両面共にまばらに毛がある。托葉は狭い三角形で離生または合生し、まばらに毛があり、全体の長さは4～6mmで合生している場合にはその先端側1～2mmが2つに裂ける。
花期は6～9月。茎の先端に巻散状の集散花序を着ける。花序の軸と花の柄には短い毛が密生している。花柄は長さが0.5～1.5mm。萼筒は楕円形から釣鐘型で短い毛が密生しており、長さ1.5～2mm、直径は0.8～1.2mm。先端は5個の裂片に分かれており、個々の裂片は三角形で長さは0.3～0.5mmで先端は尖っている。花冠は高杯状で白く、基部側は筒状でその長さは1.5～2.5mm、先端は5つの裂片に分かれ、個々の裂片は三角形で長さ0.7～1.2mm、外向きに反り返る。花冠の外面には短い毛が密生しており、内側には毛はなく、喉部に白い毛の束がある。蒴果は倒腎形で長さ2～3mm、幅5～9mm。
別名としてオキナワイナモリ、ヒロハイナモリがある。

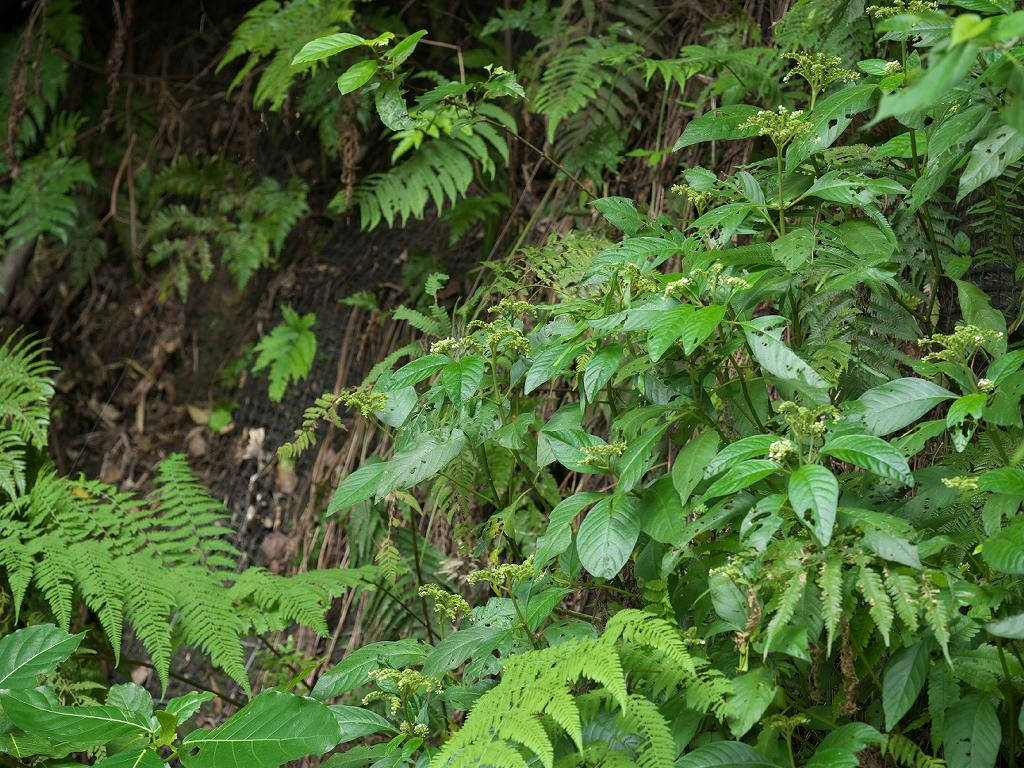
生育地の様子
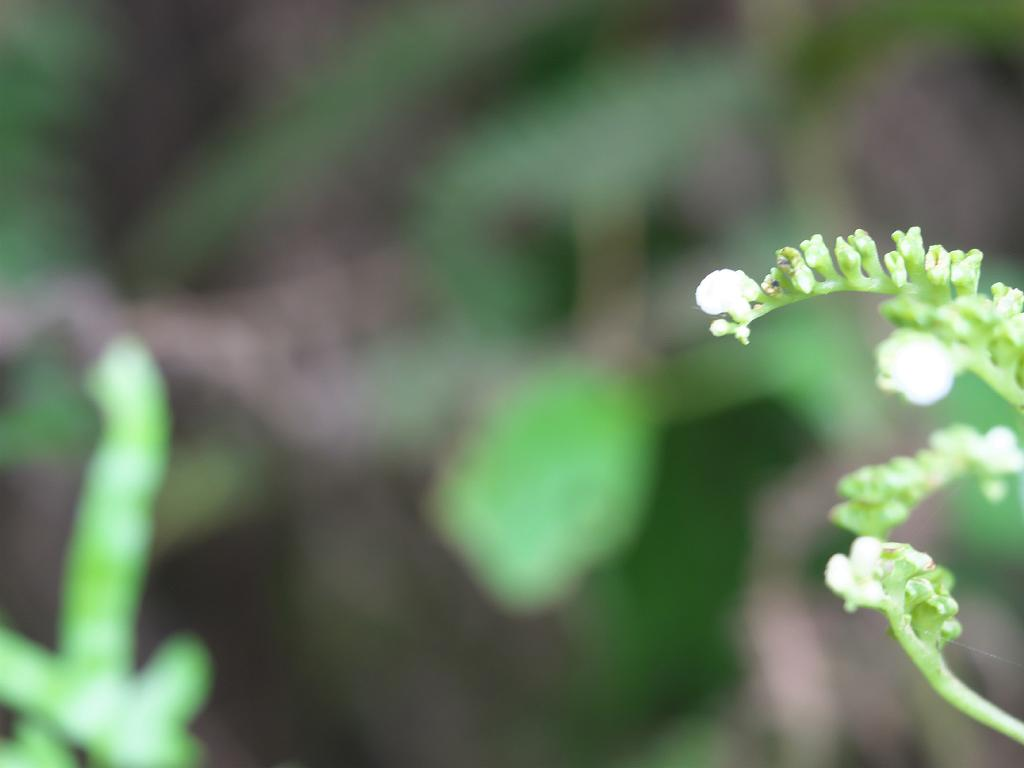
花序枝の先端部

## 分布と生育環境
日本では琉球列島の沖縄本島、石垣島、西表島、与那国島に分布し、国外では台湾とフィリピンから知られている。
林の中のやや湿った場所や渓流沿いに見られる。

## 分類など
本種の属するサツマイナモリ属は東南アジアを中心に150種ほどが知られ、日本国内には5種がある。そのうちで本種と分布が重なるのは3種ある。そのうちでアマミイナモリ L. amamiana とサツマイナモリ L. japonica は何れも花が1～1.5cmと本種よりかなり大きい。もう1種のチャボイナモリ L. pumila は本種と同じように小さな花をつけるものだが草丈は5～20cm、葉の長さは3～7cmと遙かに小柄で、花序につく花の数もせいぜい11個程度で遙かに少ない。ちなみにサツマイナモリなどは花は大きいがその数は3～数十個で本種ほどの数にはならない。本種ではその分だけ数の多い果実の配置がよく見え、なかなかに目を引く形となる。

## 保護の状況
分布域は沖縄県に限られるが、環境省のレッドデータブックでも沖縄県でも特に指定はない。分布域の範囲ではごく普通種、ということだと思われる。